# Melihate Ajeti
Melihate Ajeti (ur. 9 października 1935 w Prisztinie, zm. 28 marca 2005 tamże) – kosowska i jugosłowiańska aktorka, która podczas swojej kariery odegrała około 180 głównych ról.

## Życiorys
Urodziła się w Prisztinie w 1935 roku, gdzie studiowała w tamtejszej szkole aktorskiej i następnie zrobiła specjalizację w paryskim Comédie-Française. Karierę aktorską rozpoczęła w 1951 roku w Teatrze w Prisztinie, już w wieku 16 lat.

## Nagrody
Część listy nagród nadanych Melihate Ajeti za karierę aktorską:
- Dla Damy z Kamelią - Nagroda Grudniowa (alb. Për Zonjën me Kamelie - Shpërblimi i dhjetorit, 1963)[1]
- Nagroda Związku Artystów Jugosławii (1971)[1]
- Nagroda im. Joakima Vujicia (1972 i 1975)[1]
- Najwyższa cena za pracę (alb. Çmimi më i lartë i punës, 1976)[1]

## Filmografia

### Filmy
| Rok  | Tytuł                      | Rola         |
| ---- | -------------------------- | ------------ |
| 1968 | Mściciel z Przeklętej Góry | pielęgniarka |
| 1971 | Zedj                       | ona sama     |
| 1971 | Të ngujuarit               |              |
| 1975 | Trimi                      |              |
| 1976 | Shtënja në ajër            |              |
| 1976 | Binarët                    |              |
| 1980 | Gjurmët e bardha           |              |
| 1981 | Dorotej                    |              |
| 1982 | Lepuri me pesë këmbë       |              |
| 1983 | Nabujala reka              |              |
| 1990 | Migjeni                    | Meli Ajeti   |

### Seriale
| Rok  | Tytuł                | Rola     |
| ---- | -------------------- | -------- |
| 1979 | Era e Lisi           | Xhemilja |
| 1980 | Kur pranvera vonohet |          |